# ジェノタイピング

## 説明
ジェノタイピング（遺伝子型決定・遺伝子型判定）とは、ある個体のDNA配列をDNAシークエンシングなどによって識別し、他の個体のDNA配列や基準となるDNA配列と比較することによって、遺伝子型の違いを検出する方法である。ジェノタイピングにより、ある個体が両親から受け継いだ対立遺伝子を明らかにすることができる。

## 方法
ジェノタイピングの方法としては、DNAシークエンシングの他に、SSCP（Single Strand Conformation Polymorphism、一本鎖高次構造多型）法、RFLP（Restriction Fragment Length Polymorphism、制限酵素断片長多型）法、PCR（Polymerase Chain Reaction, ポリメラーゼ連鎖反応）法、AFLP (Amplified Fragment Length Polymorphism) 法、ASO（Allele Specific Oligonucleotide) プローブ法、DNAマイクロアレイやDNAビーズに対する結合を検出する方法などがある。

## 実用上の意義
ジェノタイピングは遺伝子の研究や遺伝子多型に関連する病気の研究において重要であるが、上記の方法によるジェノタイピングは部分的なもの、すなわち、個人の遺伝子多型のうちで一部が同定されるにとどまっている。しかし、開発が進められている次世代DNAシークエンス技術を用いて、全ゲノム配列を解析すれば、個人の遺伝子多型を全ゲノムにわたって調べることが可能である。
ジェノタイピングは微生物を含む様々な個体、例えば、ウイルスやバクテリアに対しても適用が可能である。病原体に対してジェノタイピングを適用し、感染症が発生した出所を追跡することにより、感染症の拡大を防ぐことに役立つ。このように、ジェノタイピングの利用は、分子疫学や微生物法医学にもおよぶ。
ヒトにおいてもジェノタイピングは利用されている。例えば、ヒトの遺伝子は３0億以上の塩基対から構成されるが、わずか１０から２０の遺伝子多型を調べることにより、親子鑑定を行うことができる。
遺伝子操作を行った動物などについては、該当する遺伝子領域に対するPCRによって、ジェノタイピングを簡単に行うことができ、遺伝子組換えマウスなどの識別に用いられている。